# Adolphe Granier de Cassagnac
Adolphe Bernard Granier de Cassagnac, född 12 augusti 1806 i  Avéron-Bergelle, död 31 januari 1880, fransk journalist, politiker, historiker, far till Paul Adolphe Marie Prosper Granier de Cassagnac.

## Journalist och politiker
Under beskydd av Victor Hugo började Granier de Cassagnac sin bana i pressen som litterär kritiker, men övergick tidigt till politisk journalistik och var från 1840-talet redaktör för ett otal tidningar som L'epoque, Le pays, L'ordre. Hans alster och ställningstaganden karakteriserades av strängt konservativa synpunkter. Från början var han orléanist och motståndare till prins Louis Napoleon men anslöt sig efter 1848 till denne och blev med tiden en av kejsardömets trognaste försvarare. Granier de Cassagnac var medlem av den lagstiftande församlingen 1852-70 och invaldes 1876 och 1877 i deputeradekammaren som bonapartist.

## Historiker
År 1838 publicerade han Histoire des classes ouvrières et des classes bourgeoises, som 1843 kom i svensk översättning under namnet Adelsklassens historia och Borgarklassens historia. Där hävdade han att proletärerna utgjorde ett slags undermänniskor, från grunden och för alltid skilda från de mer högtstående borgarna. Han kan karakteriseras som en andra rangens historiker, som i och för sig såg sig som efterföljare till Guizot, som en representant för samma kultur- och totalhistoriska linje. Medan han var motståndare till Alexandre Dumas såg han Victor Hugo som en stor historieskrivare och skrev i inledningen till sitt verk att "de stora skalderna bättre fatta folkens lif från vissa synpunkter än de lärda och chronologerna skulle kunna, och att det i öfrigt är utom tivfvel, att det ju finnes mera Grekisk historia hos Homerus än hos Pausanias, mera Romersk hos Virgilius än hos Sallustius".